# Frans Beckers
F.G.J.M. (Frans) Beckers (Mheer, 27 maart 1941) is een Nederlands politicus van de PvdA.
Hij werd geboren als zoon van Jan Beckers die destijds burgemeester van Mheer was.
Frans Beckers studeerde Politicologie, specialisatie Bestuurskunde, aan de Universiteit van Amsterdam. Van 1973 tot 1984 was hij ambtenaar bij de gemeente Rotterdam en de laatste jaren daarvan was hij tevens raadslid en wethouder in Moordrecht. In 1984 werd Beckers burgemeester van de Limburgse gemeente Stramproy. Enkele maanden voor die gemeente op 1 januari 1998 zou opgaan in de gemeente Weert volgde zijn benoeming tot burgemeester van Schinnen. Hij bleef tevens nog enkele maanden waarnemend burgemeester van Stramproy. In maart 2006 bereikte hij de pensioengerechtigde leeftijd waardoor Beckers eervol ontslagen werd als burgemeester, maar tot december van dat jaar kon hij daar aanblijven als waarnemend burgemeester.
Na zijn pensionering coördineerde hij een aantal jaren Vitaal Platteland voor de VVV Zuid-Limburg. Ook is hij sedert 2008 voorzitter van de Stichting Vluchtelingenwerk Limburg en lid van de Verenigingsraad van Vluchtelingenwerk Nederland. Beckers was van 2008 tot 2012 voorzitter van de Raad van Toezicht van de Stichting Huisartsenposten Midden Limburg. Hij is lid van het bestuur van de Stichting Instandhouding Kleine Landschapselementen in Limburg (IKL) alsmede van het bestuur van de Stichting het Limburgs Landschap en voorzitter van de Wildbeheereenheid Beekdal. Hij was van 2009 tot en met 2013 bestuurslid van NAIL, het Netherland America Institute Limburg.
- International Standard Name Identifier: 0000 0003 9688 3751
- Virtual International Authority File: 3738150943147726760000
- WorldCat: E39PBJmpdD7MY9RYyXMTFBhyh3